# 中田町赤沼
中田町赤沼（なかたまち あかぬま）は、福島県郡山市の大字である。郵便番号は963-0714。

## 地理
郡山市東部の中田地区に属する。東で中田町高倉、南で田村町手代木、南西で田村町上行合、西で田村町下行合、北で大平町、北東で緑ケ丘西、緑ケ丘東とそれぞれ隣接する。概ね町村制施行以前の田村郡赤沼村の流れを汲む地域である。一級水系阿武隈川水系大滝根川下流域を主な範囲とする。川沿いや西部の平地に田畑と集落が広がる。北西側の丘陵部は郡山東部ニュータウンとして造成され、緑ケ丘西、緑ケ丘東として分離新設された。大滝根川に沿い南東から北西へ福島県道65号小野郡山線が貫く。緑ヶ丘東に所在する郡山警察署東部駐在所及び中田町下枝に所在する郡山消防署中田分署がそれぞれ管轄にあたる。

### 主な字
字
- 大島
- 中井田
- 永田
- 下永田

- 杉並
- 西平
- 赤沼
- 瀬戸

- 細田
- 廣田
- 温石平

### 河川
一級水系阿武隈川水系
- 大滝根川
  - 西平川

## 歴史
- 1879年1月27日 - 三春藩領赤沼村が福島県内における郡区町村制の施行により田村郡の村となる。
- 1889年4月1日 - 町村制の施行により赤沼村が高倉村、上石村、海老根村と合併し宮城村が発足する。旧赤沼村域は宮城村の大字となる。
- 1956年9月1日 - 宮城村が御舘村と合併し中田村が発足し、中田村の大字となる。
- 1965年8月1日 - 中田村が西田村と共に郡山市に編入され、郡山市の大字となる。

## 世帯数と人口
2024年1月1日現在の世帯数と人口は以下の通りである。
| 大字       | 世帯数  | 人口  |
| ---------- | ------- | ----- |
| 中田町赤沼 | 257世帯 | 597人 |

## 小・中学校の学区
市立小・中学校に通う場合、学区は以下の通りとなる。
| 番地           | 小学校                   | 中学校               |
| -------------- | ------------------------ | -------------------- |
| 細田           | 郡山市立緑ケ丘第一小学校 | 郡山市立緑ケ丘中学校 |
| 上記を除く全域 | 郡山市立宮城小学校       | 郡山市立宮城中学校   |

## 交通

### 道路
- 福島県道65号小野郡山線
- 郡山市道1-56号赤沼方八町線（美術館通り）

## 施設
- 福島県立あぶくま支援学校
- 龍光寺
- 聖神社